# مارك فولتون
مارك فولتون (بالإنجليزية: Mark Fulton)‏ (16 سبتمبر 1959 في المملكة المتحدة - ) هو لاعب كرة قدم بريطاني في مركز قلب الدفاع. لعب مع نادي سانت ميرين ونادي هيبرنيان وهاميلتون أكاديميكال ورابطة كرة القدم الاسكتلندية الحادية عشر ‏.

## وصلات خارجية
- مارك فولتون على موقع قاعدة بيانات كرة القدم.إي يو (الإنجليزية)